# Semošice
Semošice jsou vesnice, část města Horšovský Týn v okrese Domažlice v Plzeňském kraji. Nachází se asi čtyři kilometry východně od Horšovského Týna. Prochází tudy železniční trať Staňkov–Poběžovice a silnice I/26. Je zde evidováno 68 adres. V roce 2011 zde trvale žilo 167 obyvatel.
Semošice jsou také název katastrálního území o rozloze 10,6563 km².

## Historie
První písemná zmínka o vesnici pochází z roku 1287.

## Obyvatelstvo
| Rok            | 1869 | 1880 | 1890 | 1900 | 1910 | 1921 | 1930 | 1950 | 1961 | 1970 | 1980 | 1991 | 2001 | 2011 | 2021 |
| -------------- | ---- | ---- | ---- | ---- | ---- | ---- | ---- | ---- | ---- | ---- | ---- | ---- | ---- | ---- | ---- |
| Počet obyvatel | 237  | 250  | 300  | 325  | 365  | 346  | 358  | 237  | 216  | 198  | 179  | 189  | 181  | 167  | 167  |
| Počet domů     | 35   | 42   | 47   | 48   | 57   | 56   | 64   | 69   | 54   | 51   | 50   | 60   | 60   | 63   | 67   |

## Obecní správa
Při sčítání lidu v letech 1850–1959 Semošice byly samostatnou obcí v okrese Horšovský Týn (v letech 1850–1910 Horšův Týn). V letech 1960–1985 byly částí obce Křenovy v okrese Domažlice. Od 1. července 1985 jsou částí města Horšovský Týn v okrese Domažlice. Poté se Křenovy opět osamostatnily, ale Semošice již zůstaly součástí Horšovského Týna.

## Pamětihodnosti
- Kaple
- Usedlost čp. 24